# Khartoem-Noord
Khartoem-Noord of Khartoem Bahri (الخرطوم بحرى al-H̱arţūm Bah̨rī) is een grote stad in Soedan. Het maakt samen met hoofdstad Khartoem en miljoenenstad Omdurman deel uit van het Soedanese hoofdstedelijk gebied, het culturele en economische centrum van het land. Anno 2005 wordt het bevolkingsaantal van Khartoem-Noord geschat op ongeveer 900.000.

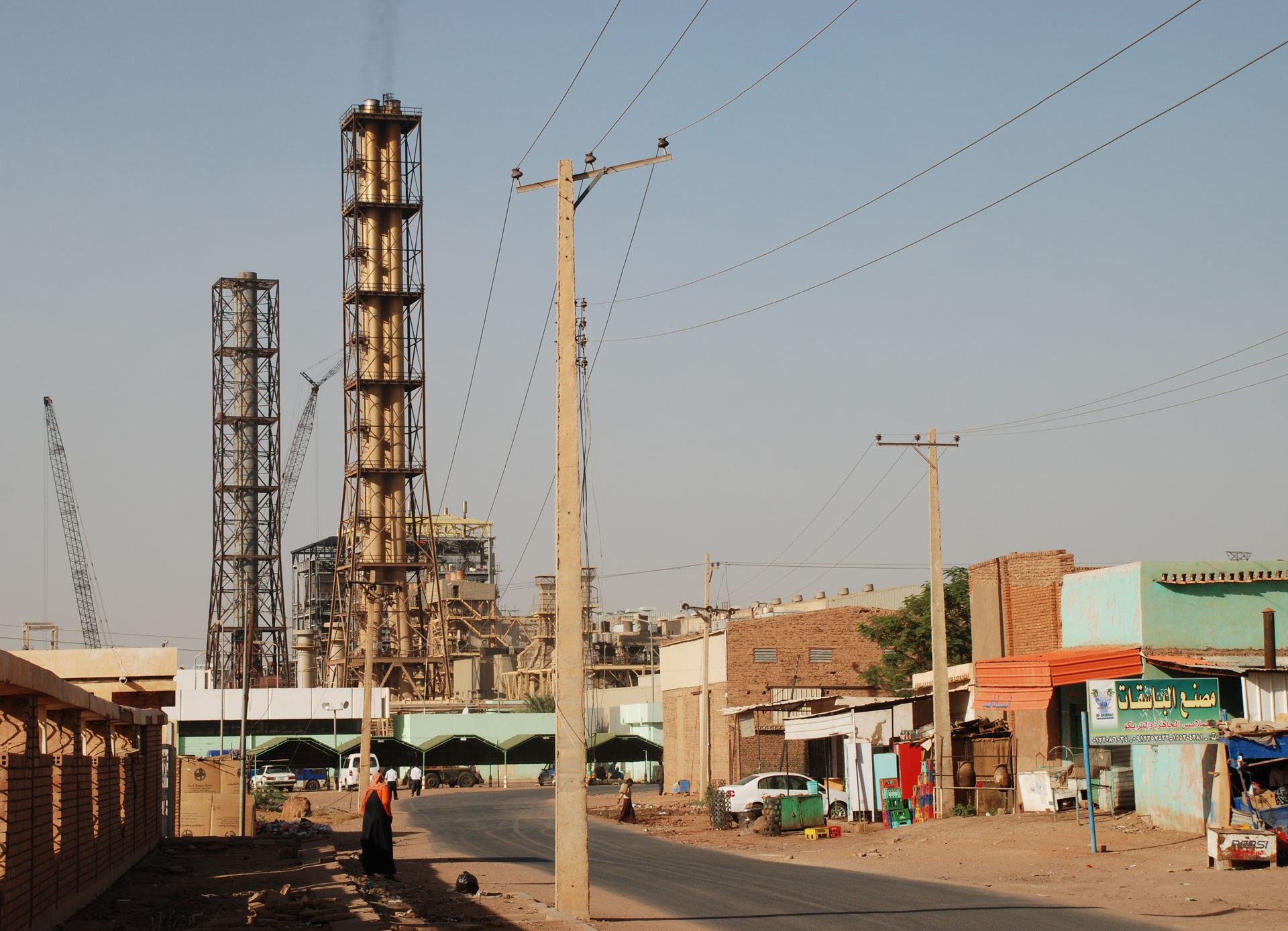
Industrie in Khartoem-Noord
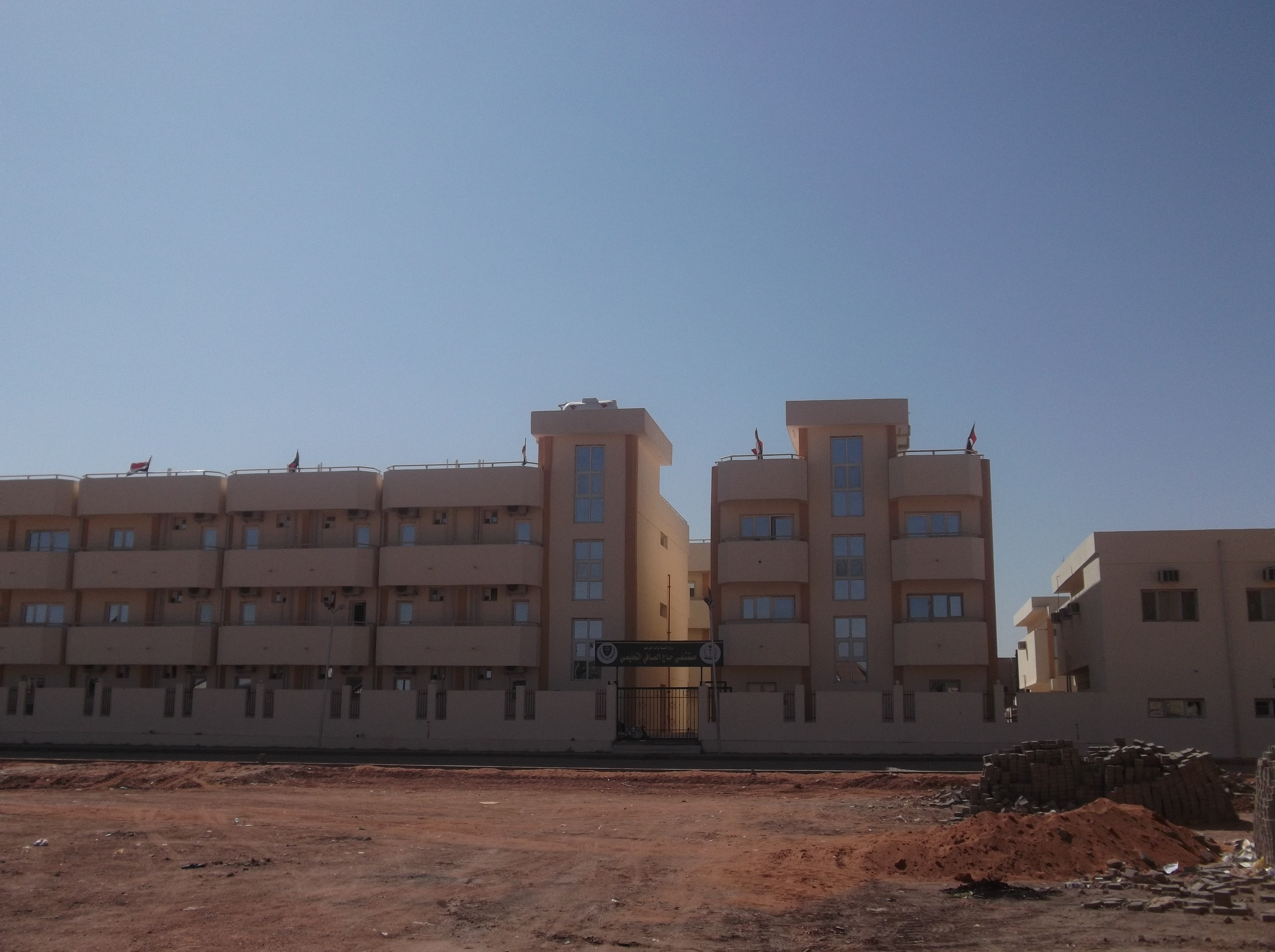
Alsafiaziekenhuis
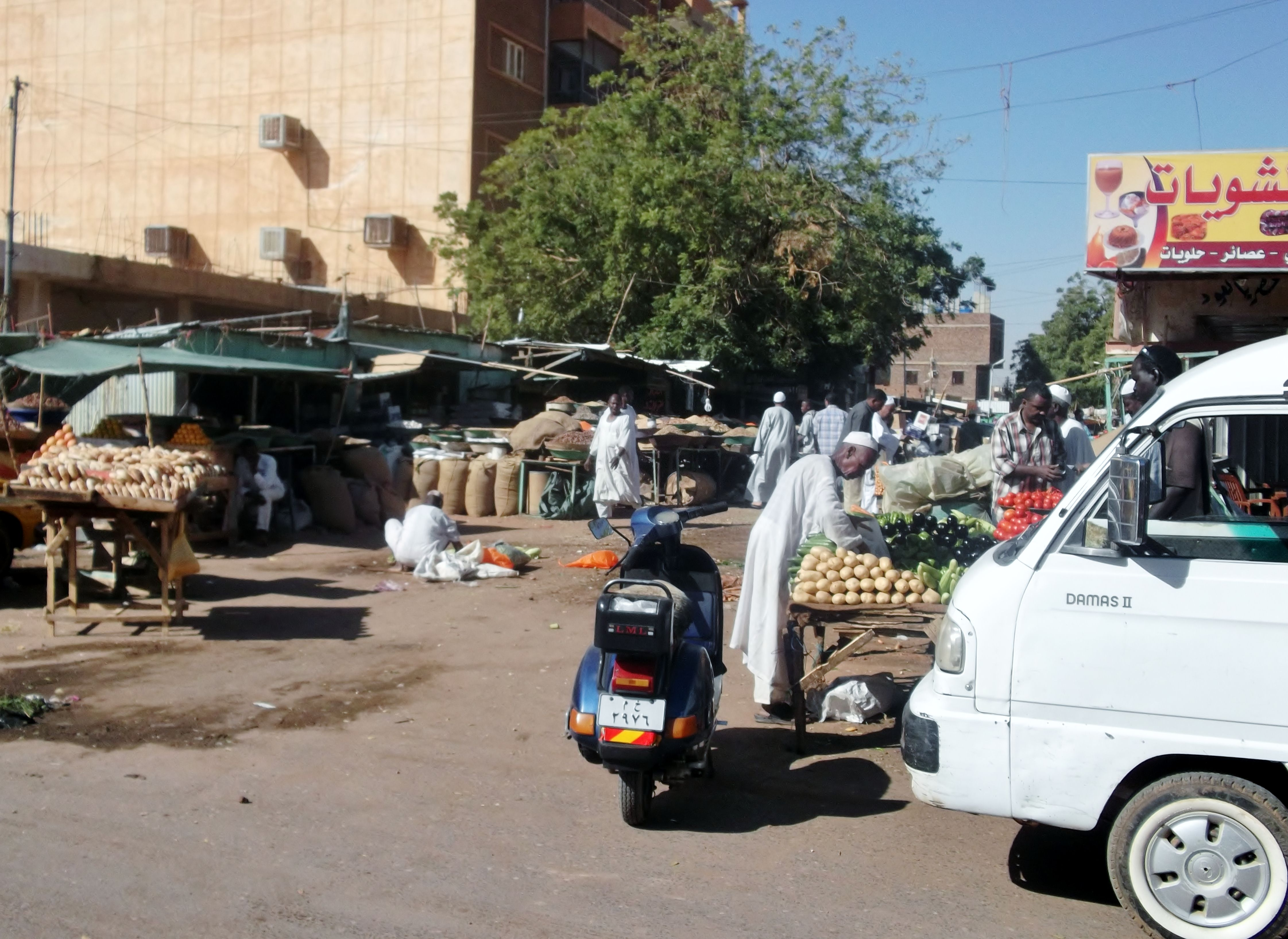
Groentemarkt
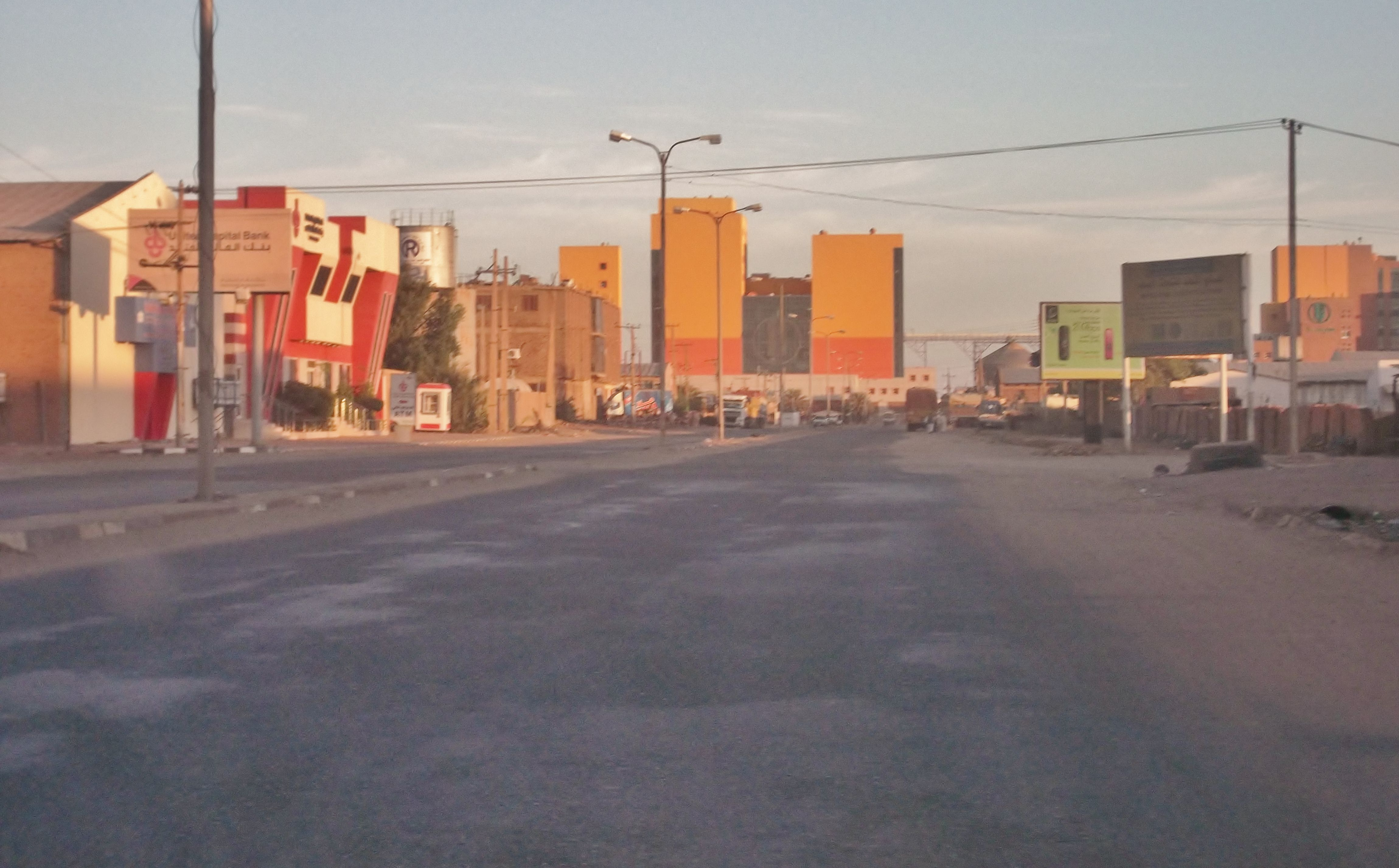
Sinaat Street